# Feddes Repertorium
Feddes Repertorium (abreviado Feddes Repert.) es una revista con ilustraciones y descripciones botánicas que es editada en Berlín desde el año 1965, que comenzó en el n.º 70, con el nombre de Feddes Repertorium. Zeitschrift für Botanische Taxonomie und Geobotanik. Fue precedida por Feddes Repert. Spec. Nov. Regni Veg..